# Amentotaxus poilanei
Amentotaxus poilanei ist eine Pflanzenart aus der Gattung der Kätzcheneiben (Amentotaxus) innerhalb der Familie der Eibengewächse (Taxaceae). Dieser Endemit kommt nur in einem kleinen Areal in Vietnam vor. Ob die Einstufung als eigene Art gerechtfertigt ist, wird von einigen Autoren angezweifelt, die Populationen werden häufig Amentotaxus yunnanensis zugeordnet.

## Beschreibung

### Erscheinungsbild
Amentotaxus poilanei wächst als großer, immergrüner Baum, Wuchshöhen von bis zu 20 Metern und Stammdurchmesser (Brusthöhendurchmesser) von bis zu 1 Meter erreicht. Die Stammborke ist braun, anfangs glatt und bei größeren Stämmen schuppig. Sie blättert in dünnen Schichten ab. Die Äste stehen ausgebreitet oder aufsteigend. Die benadelten Zweige wachsen gegenständig in einem Winkel von 25 bis 60 Grad an den Ästen. Sie sind aufsteigend oder ausgebreitet, haben einen eckigen Querschnitt und sich abwechselnde Rillen, die jeweils zwei Nadeln verbinden. Sie sind im ersten Jahr grün und färben sich in den folgenden Jahren gelblich braun.

### Knospen und Nadeln
Die vegetativen Knospen sind eiförmig und haben eiförmig-dreieckige, gekielte, spitze Knospenschuppen.
Die Nadeln wachsen zweizeilig und stehen in einem Winkel von 50 bis 70 Grad vom Zweig ab. Sie kurz gestielten Nadeln sind, bei einer Länge von meist 5 bis 8 (3 bis 9) Zentimetern und bei einer Breite von 4,3, meist 5 bis 8,5 Millimetern verkehrt-lanzettlich oder linealisch, meist gerade oder manchmal leicht oder auch stärker sichelförmig gebogen. Die Basis verengt sich mehr oder weniger kontinuierlich, die Nadel läuft konisch zur spitzen oder stumpfen Spitze hin zusammen. Der Nadelrand ist nach unten eingerollt. Die Nadeln sind dunkelgrün, ledrig und sie bilden Sklerenchymzellen, welche die Nadeloberseite gefleckt und runzelig macht. Die Nadelunterseite zeigt zwei weiße oder cremefarben-graue, dick mit weißen Wachs bedeckte Spaltöffnungsstreifen aus zahlreichen verstreut verteilten Spaltöffnungen, die durch die Mittelrippe voneinander und durch zwei grüne Bänder vom Nadelrand getrennt sind. Die Spaltöffnungsstreifen sind 1,5 Mal breiter als die grünen Randstreifen. Die Mittelrippe ist auf der Nadeloberseite deutlich erhöht und liegt in einer 0,5 Millimeter breiten, bis zur Spitze reichenden, flachen Furche. Auf der Nadelunterseite ist die Mittelrippe zumindest nahe der Nadelbasis erhöht und 1 bis 1,8 Millimeter breit.

### Zapfen und Samen
Die Pollenzapfen sind in 2,5 bis 4,5 Zentimeter langen Trauben aus 8 bis 12 Zapfenpaaren angeordnet. Meist wachsen drei bis vier Trauben zusammen aus einer großen seitenständigen oder fast endständigen Knospe, selten gibt es auch einzelne Trauben. Die Zapfen sind bei einer Länge von 3 bis 4 Millimetern rundlich oder eiförmig. Die acht bis elf Mikrosporophylle sind schildförmig und tragen jeweils ab drei meist vier bis sechs und manchmal bis acht Pollensäcke.
Die den Samen tragenden Strukturen wachsen nahe den Enden benadelter Zweige einzeln in den Achseln der Nadeln auf einem dünnen, nach unten gebogenen, 1 bis 2 Zentimeter langen Stiel mit etwa acht kreuzgegenständig angeordneten, gekielten Deckschuppen, welche die einzelne, endständige Samenanlage umschließen. Die Samenanlagen sind nur im unreifen Zustand bekannt.

## Vorkommen
Dieser Endemit kommt nur in der vietnamesischen in Provinz Kon Tum am Ngoc Linh vor. Amentotaxus poilanei wächst als großer Baum im immergrünen Regenwald im Gebirge in einer Höhenlage von 1800 bis 2300 Metern. Sie wächst verstreut, jedoch lokal häufig, zusammen mit Laubbäumen und möglicherweise Nageia wallichiana als einzigem Nadelbaum. Es gibt sehr häufig Regenfälle, die jährliche Niederschlagsmenge liegt zumindest über 3000 Millimeter. Das Klima ist durch die beinahe ständig geschlossene Wolkendecke kühl.

## Gefährdung und Schutz
In der Rote Liste gefährdeter Arten der IUCN wird Amentotaxus poilanei aufgrund der geringen Größe des bekannten Verbreitungsgebiets als „gefährdet“ (= „Vulnerable“) geführt. Es gibt nur einen Fundort am Ngoc Linh mit weniger als 1000 ausgewachsenen Bäumen. Weitere Untersuchungen sind notwendig um festzustellen, ob es weitere Bestände gibt. 2010 ist keine Gefährdung bekannt, doch könnte sich etwa durch den Ausbau von Straßen und durch das Umwandeln der Wälder in Ackerflächen die Einstufung schnell auf „vom Aussterben bedroht“ (= „Critically Endangered“) ändern. Teile der Bestände liegen in geschützten Gebieten.

## Systematik und Etymologie
Die Erstbeschreibung erfolgte 1978 durch Ferré und Rouane in Travaux du Laboratoire Forestier de Toulouse, Tome I, T.1(9,1), Seite 3 als Amentotaxus yunnanensis var. poilanei (Basionym) und damit als Varietät der Art Amentotaxus yunnanensis. Als Unterscheidungsmerkmal von der Typus-Varietät wurden unterschiedliche Längen und Breiten der Nadeln angegeben. 1990 erkannte Ferguson ihr im Bulletin du Muséum National d'Histoire Naturelle - Section B, Adansonia. sér. 4, Botanique Phytochimie, Band 11, 3, Seite 316. unter dem Namen Amentotaxus poilanei Artstatus zu. Er ging davon aus, dass die Länge und die Breite der Nadeln aufgrund der großen Variationsbreite wenig aussagekräftig bezüglich der Einordnung des Taxons sind, und untersuchte stattdessen das Verhältnis von Länge und Breite der Nadeln. Er konnte zeigen, dass Amentotaxus poilanei schmälere Nadeln als Amentotaxus yunnanensis hat, und es weniger Überschneidungen in diesem Merkmal gibt als wenn Länge und Breite getrennt angegeben werden. Außerdem fand er weitere Unterscheidungsmerkmale in den Nadeln wie beispielsweise die dünneren Harzkanäle und eine unterschiedliche Form des Nadelrands. Laut Ferguson ähnelt Amentotaxus poilanei eher Amentotaxus formosana. Wie bei Amentotaxus hatuyenensis ist auch hier die Anerkennung als eigene Art zweifelhaft. Die Einordnung wird auch dadurch erschwert, dass keine ausgereiften weiblichen Samenanlagen bekannt sind. James Eckenwalder sieht 2009 den Namen Amentotaxus poilanei nur als Synonym von Amentotaxus yunnanensis var. formosana und gibt den Exemplaren damit auch nicht den Status einer Varietät.
Amentotaxus poilanei ist eine Art der Gattung der Kätzcheneiben (Amentotaxus). Der Gattungsname Amentotaxus leitet sich von den lateinischen Wörtern amentum für „Wurfriemen“ aber auch botanisch „Kätzchen“ ab und taxus für „Eibe“. Er verweist damit auf die traubenförmige Anordnung der Pollenzapfen und entspricht dem deutschen Namen „Kätzcheneibe“. Das Artepitheton poilanei ehrt den französischen Pflanzensammler Eugène Poilane (1888–1964), der die Typus-Exemplare gefunden hat.

## Verwendung
Eine Nutzung von Amentotaxus poilanei nicht bekannt. Die Größe der Bäume würden die Verwendung des Holzes erlauben, woraus Möbel, Werkzeuge und anderes hergestellt werden könnte, doch sind die Bestände zu abgelegen. Amentotaxus poilanei ist 2010 nicht in Kultur.